# 扎達爾縣
扎達爾縣（[zâdarskaː ʒupǎnija]）是克羅地亞的一個縣，位於達爾馬提亞北部、利卡地區東南部。東鄰波黑，西傍亞德里亞海。陸地面積3,646平方公里，人口170,017（2011年）。首府扎達爾。
下分六市、二十七鎮。2014年，縣議會有42席。

## 地理
全县总面积为7,854平方公里，其中陆地面积3,646平方公里，占克罗地亚领土的6.4％。全县拥有300多个大大小小的岛屿（扎达尔群岛），海域面积3632平方公里（占克罗地亚领海面积12％左右），岛屿总面积580平方公里。其海岸线（包括岛屿）的长度为1300公里。

## 行政区划
六市：扎達爾、本科瓦茨、比奧格勒納莫魯、尼恩、奧布羅瓦茨和帕格。

## 图集

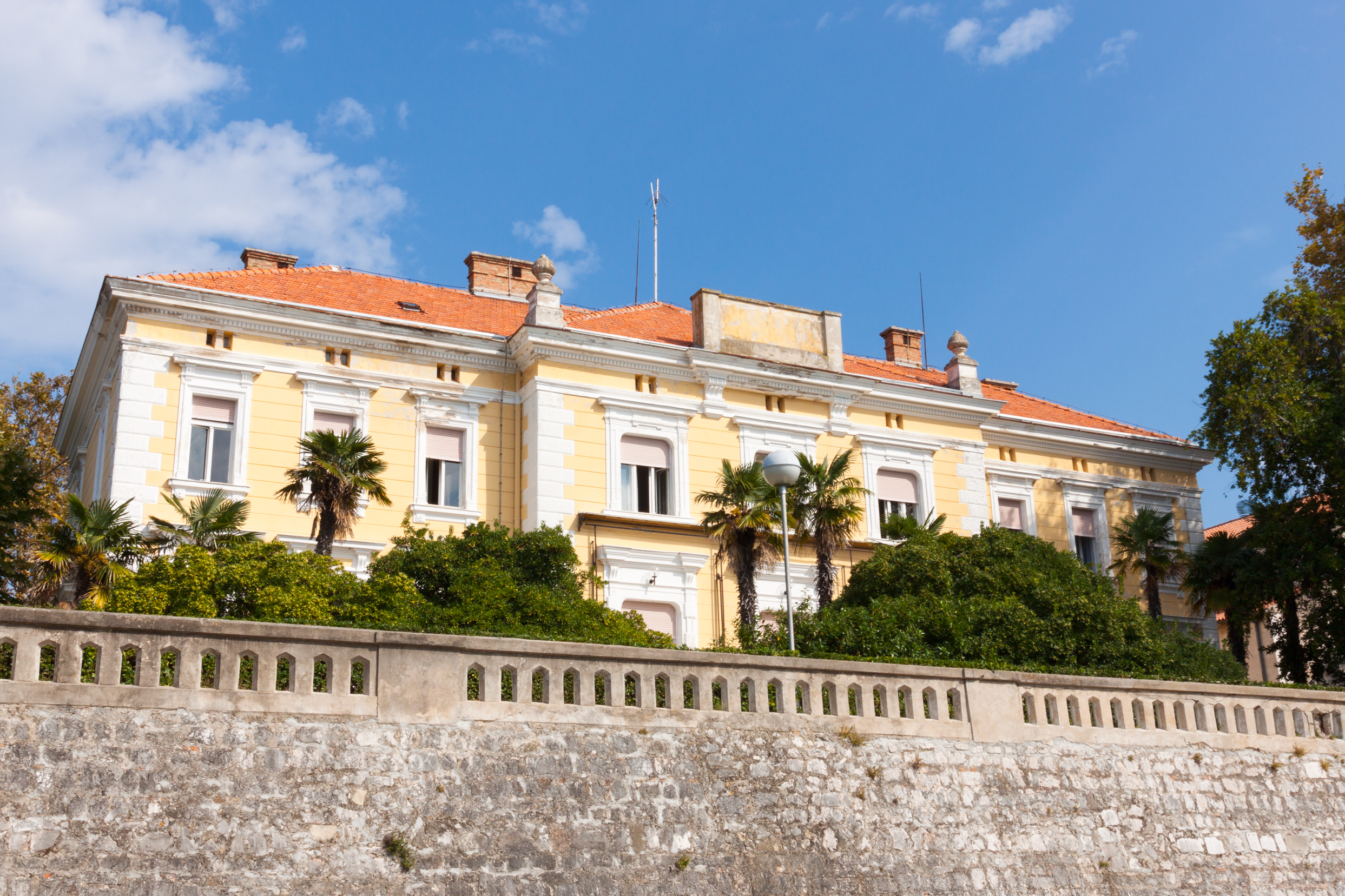
市政厅
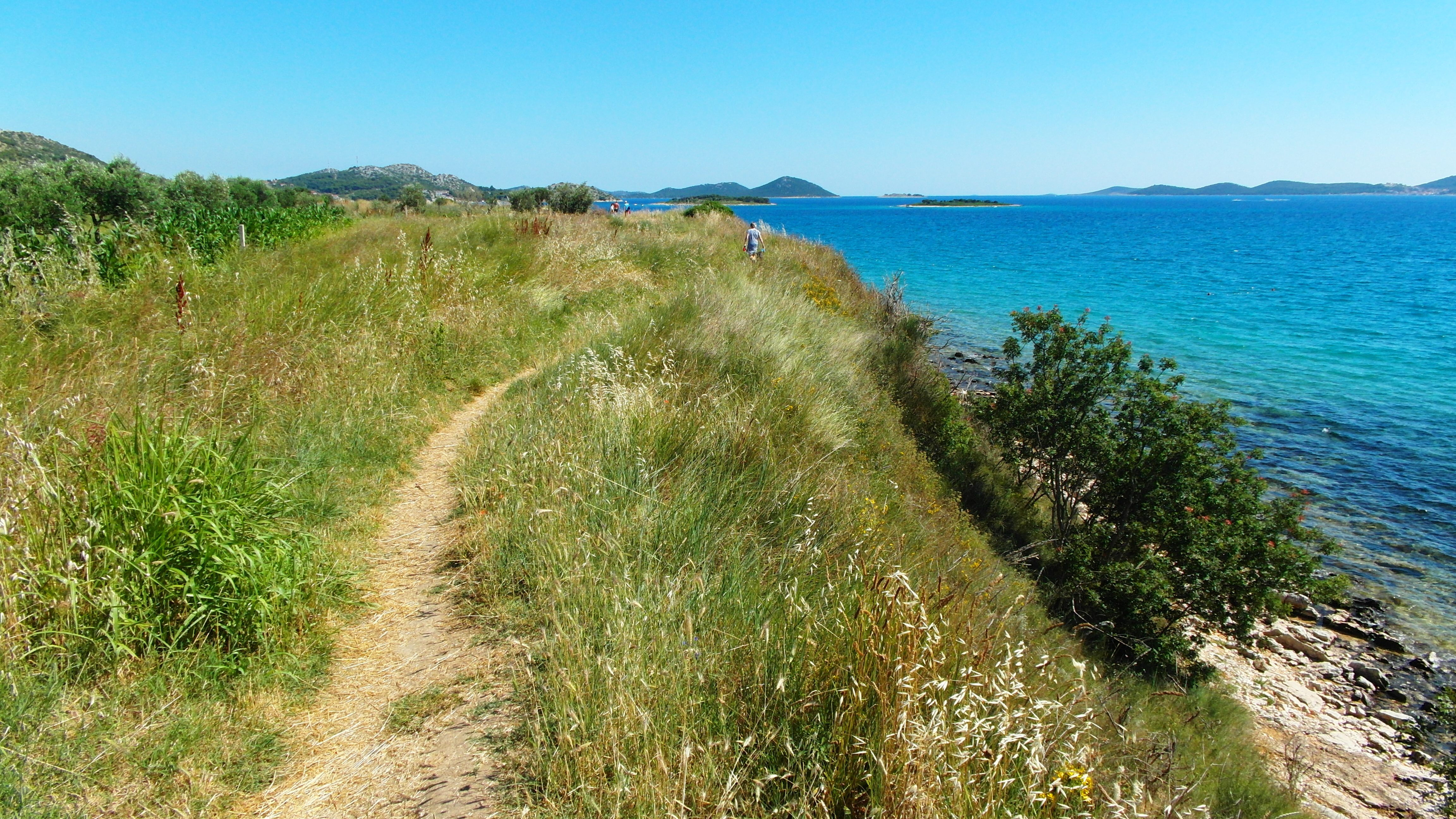
海边
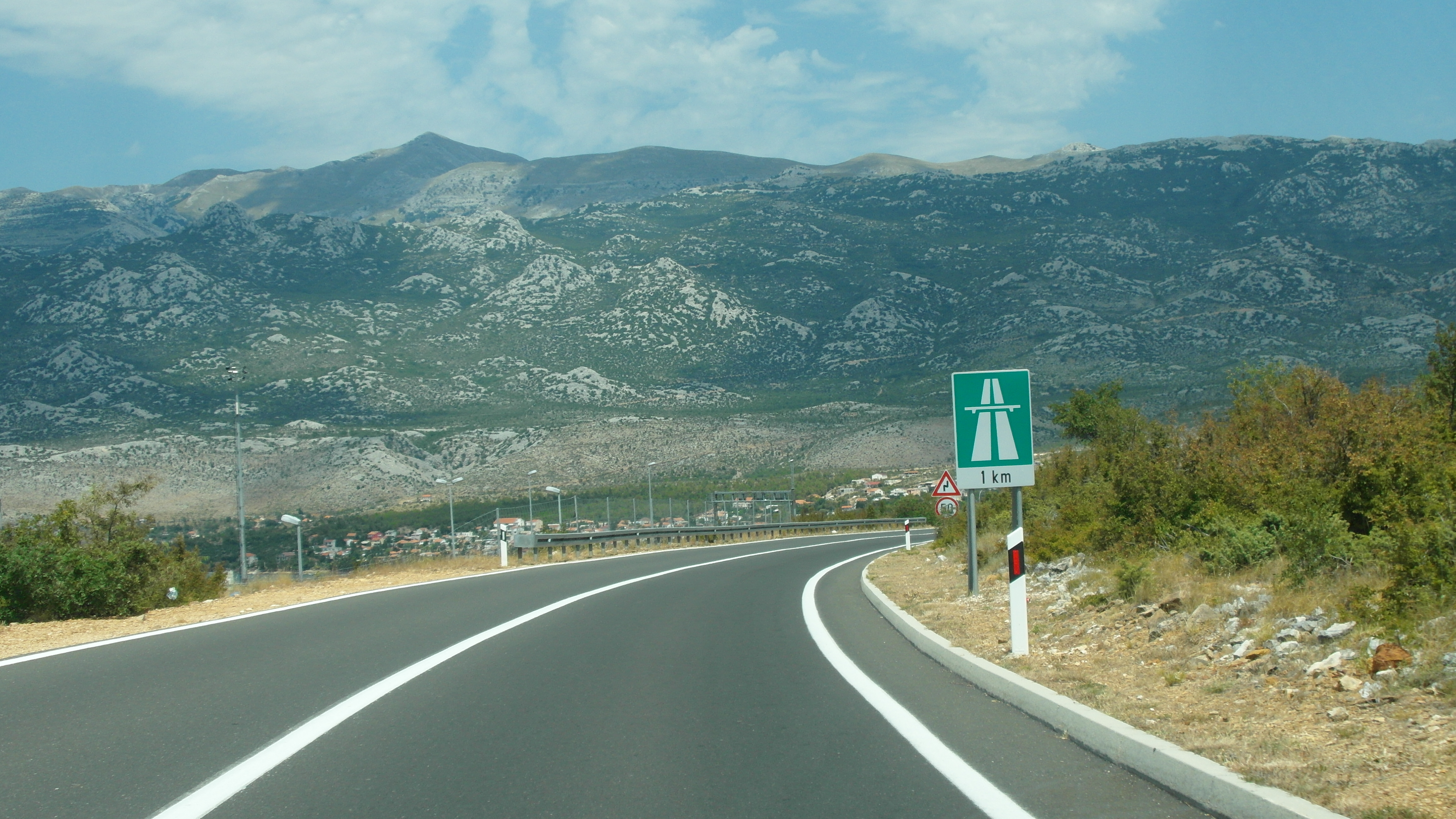
高速路